# イザベラ・サーモン
イザベラ・サーモン（Isabella Sermon、2006年7月8日 - ）は、イギリス生まれの女優、モデル。本国イギリスではポストエマ・ワトソンと呼ばれている。

## 人物・来歴
サーモンは2018年の映画『ジュラシック・ワールド/炎の王国』にてオーディションで選ばれて12歳で映画初出演にして女優デビューし、メインキャラクターにして本作のメインヒロイン、メイジー・ロックウッドを演じた。サーモンは当時、12歳だったが9歳のメイジーを見事に演じた。続けてジュラシックシリーズで初めてメイン子役として続投し、続編の『ジュラシック・ワールド/新たなる支配者』にも同役とさらにシャーロット・ロックウッドの幼少期役の2役で出演し、イギリスとカナダでの先行撮影により全キャスト陣でトップバッターを務めた。イギリスのマネジメント会社に所属しているが、2018年当時は『ジュラシック』シリーズ以外にタレント活動を一切行っておらず普段は一般人として学生生活を送っていたが、『新たなる支配者』公開後からモデル活動を開始している。2022年に自身のインスタグラムのストーリーズで同性愛者で交際している女性の恋人がいる事を告白した。

## 主な出演作品
| 公開年 | 邦題 原題                                                      | 役名                                                      | 備考 | 吹き替え                                          |
| ------ | -------------------------------------------------------------- | --------------------------------------------------------- | ---- | ------------------------------------------------- |
| 2018   | ジュラシック・ワールド/炎の王国 Jurassic World:Fallen Kingdom  | メイジー・ロックウッド                                    |      | 住田萌乃（劇場公開版） 石見舞菜香（ザ・シネマ版） |
| 2022   | ジュラシック・ワールド/新たなる支配者 Jurassic World: Dominion | メイジー・ロックウッド シャーロット・ロックウッド(幼少期) |      | 住田萌乃（劇場公開版） 石見舞菜香（ザ・シネマ版） |

## 自身がモデルとなった漫画作品
- ジュラシック・ワールド/メイジー・ロックウッドアドベンチャーズオフザグリッド
- ジュラシック・ワールド/メイジー・ロックウッドアドベンチャーズヨセミテシックス